# Parafia św. Wawrzyńca w Cerekwi
Parafia św. Wawrzyńca w Cerekwi – parafia rzymskokatolicka, znajdująca się w diecezji tarnowskiej, w dekanacie Uście Solne.